# Коротаев, Виктор Вениаминович
Виктор Вениаминович Коротаев (8 января 1939, Вологда — 18 мая 1997, там же) — русский поэт-лирик. Заслуженный работник культуры Российской Федерации (1997).

## Биография
Родился в Вологде. Детство провёл в д. Липовица Сокольского района Вологодской области. Его бабушка Екатерина Вячеславовна Хромова ввела его в фольклорный мир русской жизни и пробудила в нём любовь к народному творчеству, родной деревне. Он рано научился читать. Стихи стал писать с 14 лет. Регулярно публиковал стихи в газетах, альманахах, сборниках. В 1963 окончил историко-филологический факультет Вологодского педагогического института. Работал в газете «Вологодский комсомолец». Издавал газету и был редактором газеты «Русский огонёк». В 1962 в Вологде вышла первая книга стихов «Экзамен», в 1965 — книга «Мир, который люблю». В разных издательствах с 1962 по 1991 вышла 21 книга стихотворений. В 1973—78 Коротаев возглавлял Вологодскую писательскую организацию. Входил в круг друзей Н. М. Рубцова. Написал книгу о трагедии его гибели: «Козырная дама». Руководил творческими семинарами молодых литераторов. Возглавлял издательскую компанию «Вестник». Похоронен на Пошехонском кладбище в Вологде. На надгробном камне выбиты слова из его стиха: «Но Русь была, и есть, и будет / При нас, до нас и после нас!»

## Семья
Жена Вера Александровна Коротаева, сын Александр — предприниматель, дочь Ольга — адвокат.

## Общественная деятельность
В 1990 году подписал «Письмо 74-х».

## Награды, премии и звания
- орден Почёта (10.04.1989)
- Заслуженный работник культуры Российской Федерации (16.04.1997)[1]
- Был удостоен звания лауреата премий А.Яшина, А.Фадеева, Н.Островского

## Память
Имя «Виктор Коротаев» носит речной буксир.

## Публикации
- Козырная дама : почти документальная повесть с эпилогом о том, как убили поэта Н. М. Рубцова / Виктор Коротаев . — Вологда : ИЧП «Крис-Кричфалуший», 1991. — 303, [1]с. : ил. . — ISBN 5-86402-001-X
- Великий Устюг — родина Деда Мороза : [рекл. альбом / авт. текста: А.Ехалов; фот.: Д. Вахрушев и др.] . — Вологда : Арника, 1998. — 27, [1] с. : ил. — Из содерж.: Леднев Ю. Новогодняя-хороводная: Стихи.- С.13; Рубцов Н. Первый снег; По дрова: Стихи.- С.14-17; Белов В. Святки: (Из кн. очерков о северной народной эстетике «Лад»).- С.18-21; Коротаев В. «По лесам и по горам…»: Стихи.- С.23-25; Ехалов А. Тайна русской печи: Рассказ.- С.26-27.
- Братские могилы; «Счастлив я в своем добре и худе, …»; «Прекрасно однажды в России родиться …»; «Россия, белая от снега …»; «Река работала …»; «Третий гудок подал пароход …»; «В газете хвалят сенокосы ..»; «Кончилось время свободы …» : [Стихи] // Вологодский собор: Лит.- худож. альманах писателей-вологжан. — Вологодский собор: Лит.- худож. альманах писателей-вологжан. Вологда, 1995. — С.145-150: портр..
- Притяжение : [Стихи] . — Вологда : Сев-Зап.кн.изд-во. Вологод.отд-ние, 1976. — 128с. .
- Волки : [Стихи] / Крат. предисл. // Строфы века: Антология рус. поэзии /[Сост. Е. Евтушенко. — Строфы века: Антология рус. поэзии /[Сост. Е. Евтушенко]. — С.849.
- Мальчишки из дальних деревень : [Стихи / Ил. И.Блохина] . — М. : Сов. Россия, 1969. — 87с. : ил.
- Сын своей земли : [О песнях Юрия Беляева на стихи Николая Рубцова] // Песни на стихи Николая Рубцова. — Песни на стихи Николая Рубцова. — С. 2.
- Мир, который люблю : [Стихи] . — Архангельск : Сев.-Зап.кн.изд-во, 1965. — 78,[1]с.
- Мать : Антол. стихотворений рус. и сов. поэтов о матери / [Сост. и авт. предисл. В. Коротаев; Худож. В. Сергеев] . — М. : Мол. гвардия, 1979. — 207с. : ил.
- Экзамен : Стихи . — Вологда : Кн.изд-во, 1962. — 78,[1]с.
- Беляев Юрий. Песни на стихи Николая Рубцова : Выпуск первый / [Предисл. В. Коротаева] . — Вологда,
- Неотложность : Стихи / Виктор Коротаев; [Вступ. ст. А. Романова . — Вологда : Полиграфист, 2000. — 104с. : ил. . — (Вологда, XX век)
- Мать : антология стихотворений русских и советских поэтов о матери / [Сост. и авт. предисл. В. Коротаев; Худож. В. Сергеев] . — Вологда : Коммерч.-изд. фирма «Вестник», 1992. — 334,[1]с. . — ISBN 5-900304-01-9
- Единство : Стихотворения и поэма / [Худож.:В.Потапов] . — М. : Мол.гвардия, 1991. — 111,[1]с. : ил. — Содерж.:Стихотворения;Земля под ногами: Поэма
- Жребий : Стихи / [Ил. А.Добрицын] . — М. : Сов.писатель, 1969. — 94с. : ил.
- Гори его звезда // Прощальная песня: Сб. стихотворений. — Прощальная песня: Сб. стихотворений. — С.5-10..
- Перекаты : книга новых стихотворений . — Архангельск-Вологда : Северо-Западное книжное издательство, Вологодское отделение, 1980. — 159 с. : ил.
- На свидание : Повести и рассказы / [Худож. С.Соколов] . — М. : Молодая гвардия, 1978. — 239с. : ил.
- Липовица : Стихи / [Грав. на дереве Г.и Н.Бурмагиных] . — Вологда : Сев.-Зап.кн.изд-во. Вологод. отд-ние, 1969. — 95с. : ил. — Циклы: Родство;Веха;Доверие
- Солнечная сторона : Книга стихов и поэм / [Худож. В.Сергеев] . — М. : Современник, 1975. — 158с. : ил. — Циклы: Пристрастие;Железное русло;Пора;Поэмы: Липовница;Одна;Славянка
- Стихи и поэмы . — Вологда : Сев.-Зап.кн.изд-во. Вологод.отд-ние, 1972. — 128с. : ил. . — (Библиотека северной поэзии)
- Пока звезда не закатилась / Худож. А. С. Соколов . — М. : Сов. Россия, 1982. — 174с.
- Чаша : стихи / Виктор Коротаев; [худож. В. Сергеев] . — М. : Молодая гвардия, 1978. — 255 с. : ил., портр.
- Прекрасно однажды в России родиться : Стихи / Виктор Коротаев; [Послесловие: А. Романов] . — Архангельск . — Вологда : Северо-Западное книжное издательство. Вологодское отделение, 1982. — 109с. : ил. . — (Поэты Севера. Книжная полка подростка)
- Вечный костер : Избранное / [Вступ. ст. С.Куняева; Худож.: Г.Еремеев] . — М. : Мол.гвардия, 1984. — 303с. : 1л.портр.
- Воспоминания о Николае Рубцове : [сборник / сост. и авт. предисл. В. Коротаев] . — Вологда : Вестник, 1994. — 425, [1] с., [20] л. ил. — Загл. корешка: Николай Рубцов . — На корешке: 2. — ISBN 5-900304-45-0
- Славянка : Стихи и поэма / [Ил. Т.Банникова] . — М. : Мол.гвардия, 1972. — 112с. : ил. — Циклы: Притяжение;Веха;Третий гудок;Мост;Славянка: Поэма
- Стояли две сосны : Повесть и рассказы . — Архангельск-Вологда : Сев.-Зап.кн.изд-во. Вологод.отд-ние, 1984. — 319с. — Содерж.:Золотое донышко: Повесть;Рассказы: Стояли две сосны;С луком;Гости;Всех жаль;На молоко;На свидание;Сели да поехали;Крюк, и др.
- Караульная сопка : Стихотворения и поэма / [Худож. Н.Гришин] . — М. : Современник, 1984. — 159с. : ил. — Содерж.:Стихотворения;Славянка: Поэма
- Третий гудок : Стихи и поэма / [Худож. В.Локшин] . — М. : Сов.писатель, 1987. — 158,[1]с. : ил. — Содерж.:Стихи;Студенты ехали на дачу: Поэма
- Святыня : Стихотворения и поэма / Виктор Коротаев . — Архангельск . — Вологда : Северо-Западное книжное издательство. Вологодское отделение, 1988. — 238,[1]с.
- Стихи последних лет / А. Передреев и др. // Автограф. — 2004. — Автограф. — C. 4-11.

— Авт. : А. Передреев, В. Коротаев, В. Кудрявцев, Н. Бушенев, В. Белков, Е. Саблина, Г. Констанская, В. Серков, Т. Лавтакова, С. Мануйлова, Г. Швецова, А. Пошехонов, В. Ситников, А. Дудкин, Л. Мокиевская, Е. Хрусталева, В. Попов, С. Парамонов, М. Григорьев, С. Кесарев, Е. Горбунова, В. Мишенев, Л. Юдников, О. Мельникова, А. Кругликов, К. Григорьев . — Стихи вологодских авторов.
- По старой памяти и дружбе… / Виктор Коротаев; [Ред.: А. В. Коротаев] . — Вологда : Графика, 2002. — 63,[2] с. : ил. — Миниатюрное издание.
- О, времена! О, нравы! // Красный Север. — 1995. — 18 нояб. .
- Посещения; «Не ведают даже мессии…» : Стихи // Русский Север. — 1998. — 20 янв. — С. 8.
- «Поразил своей искренностью…» : К столетию Сергея Есенина // Красный Север. — 1995. — 3 окт. .
- Место для памятника Николаю Рубцову // Красный Север. — 1995. — 22 сент. .
- О стихах Анатолия Мартюкова и Надежды Бурдыковой1 / Виктор Коротаев // Пятницкий бульвар. — 2006. — N 2. — С. 15.
- Падение; «И противно, и обидно…»; «Не ведают даже мессии…»; Потомок; Сирота : Стихи // Красный Север. — 1994. — 20 июля. .
- «Годы прожиты не зря…» : [Беседа с вологод. поэтом В.Коротаевым] / Записал В.Елесин // Красный Север. — 1996. — 20 июня. — С.11.

— К 30-летию приема В.Коротаева в Союз писателей (20 июня 1966 г.).
- «Я люблю этот мир…»; Облепиха (Памяти Василия Шукшина); «Когда шептались праведники глухо…» (Памяти Александра Яшина); «Посмертная слава — печальная слава…» : Стихи // Русский Север. — 1997. — 27 мая. .
- Стихи разных лет // Красный Север. — 1996. — 20 июня. — С.11.

— Содерж.: Братские могилы; «Счастлив я в своем добре…»; «Присмотришься — велик ли мужичок…»; «Страшно бывает заснуть…»; «Россия, белая от снега…»; Конъюнктурщики; «Жизнь давно на второй половине…»; «Все еще на разум уповаю…»; «Стану думать о здоровье…»
- «Может, годы мои на исходе…»; «Нет, видно, надо умереть…» : Стихи // Красный Север. — 1998. — 16 мая. .
- Летя в зарю и эту жизнь любя… : [Из неопубл. стихов] / Вступл. А.Романова // Красный Север. — 1999. — 19 мая. — С.14.

— Содерж.: «Начались большие перемены…»; «На кашке и ромашке день настоян…»; «Когда-то свидеться придется…»; «Одолел я долгую дорогу…»; «Нет, нет, пока еще не старость…»; «Дунул в окна полуночный ветер…»; Приглашение; «Любовь доказывать не надо…»; «Любой чиновник заменим…».
- Прекрасно однажды в России родиться : Стихи // Русский Север. — 1998. — 23 июня. — С.8.
- Не зря живем на белом свете… // Красный Север. — 1994. — 15 января. .

— Содерж.: «Не зря живем на белом свете…»; «Как рано холодом подуло…»; Брюнет; «А было скверно на дворе…»; Безлюдье; «Кровь пролилась…»
- Поэт : Стихи из сборника «Экзамен» // Красный Север. — 2001. — 21 февр. — С.12.

— Стихи посвящены О. В. Шайтанову.
- Здравствуйте, добрые люди! : Стихи // Красный Север. — 1997. — 16 сент. .

— Содерж.: «Здравствуйте, добрые люди…»; «Я давно не писал покаянных стихов…»; Посещения; «Пришла пора замаливать грехи…»; «Кровь пролилась…».
- «Прекрасно однажды в России родиться…»; «Ах, скорый поезд…»; «Какая даль лежала предо мной…» : Стихи // Красный Север. — 1997. — 26 августа.
- «Нас учили сгорать на ветру» : [Стихи] // Русский Огонек. — 1994. — 5 янв. .

— Содерж.: Безлюдье; «Деревянная часовня…»; «Милый друг, и тебе пятьдесят…» (Леониду Беляеву); «Древняя черемуха в саду…»
- Последний порыв души : «Здравствуйте, добрые люди!..»; «Я давно не писал…»; «Надоело томиться во тьме…»; «Начались большие перемены…»; Посещения; «Как рано холодом подуло…»; Затянувшийся монолог // Наш современник. — 1997. — № 11. .
- Мнения о современной литературе : [Беседа с поэтом, ред. газ. «Русский Огонек» В. В. Коротаевым] / Записала О.Чернорицкая // Русский огонек. — 1994. — 2 февраля. .
- Есть что вспомнить : [Воспоминания о детстве] // Русский огонек. — 1994. — № 25. .
- На родине Рубцова; Дети в воздухе; Имя : [Стихи] : Из творч. наследия Виктора Коротаева // Русский Север. — 2000. — 17 мая. — С. 7.
- Диверсия; «Набродился по белому свету…»; «Мы уходили в сторону заката …»; «Кончилось время свободы…»; Затянувшийся монолог / Виктор Коротаев // Российские дали. — 2007. — Российские дали. — С.143-146.

— Крат. биогр. справка — С.550
- Прекрасно однажды в России родиться : стихотворения разных лет / Виктор Коротаев; [гл. ред., сост.: А. Коротаев; предисл.: С. Куняев; Правительство Вологод. обл., Департамент культуры Вологод. обл., Вологод. обл. информ.-аналит. центр культуры] . — Вологда : НП «Русский культурный центр», 2009. — 303, [1] с., [17] л. ил., портр, факс. : ил., портр. ; 25 см. — К 70-летию авт. — 300 экз. экз . — ISBN 978-5-86402-257-3
- Отстояли («Сияет над Вологдой крест золотой…») : Стихи // Губернские новости. — 1995. — 23 июня. .
- Накануне праздника Победы!.. : Стихи // Русский огонек. — 1996. — № 17 (10 — 16 мая). .
- «Над бездной…» : Из новых стихов // Русский огонек. — 1994. — № 47. .

— Содерж.: «А было скверно на дворе…»; «Привыкли с помощью эфира…»; «Неужто вправду…»;«Какая жизнь сияла впереди…»; «Запоздалые терзанья…»; «А вечер тих…»
- «Если ты рожден поэтом…» : Стихи / Публ. В. А. Коротаевой // Красный Север. — 2000. — 17 мая. — С.14.

— Содерж.: «Не принимайте близко к сердцу…»; Жалость; «Люблю деревенскую баню…»; Каюсь; «Что-то слишком тяжел понедельник…»; Бережливость; Поправка; Заповедь.
- «Не надо шляться просто так…»; Потомок; «По десять бед в одну избу…» : Стихи / Предисл. ред. // Губернские новости. — 1995. — 10 октября. .
- Стихи, которые не печатались / Предисл. ред. // Русский Север. — 1999. — 14 мая. — С.17.

— Содерж.: «Я давно не писал покаянных стихов…»; «Милый друг, и тебе пятьдесят…» (Леониду Беляеву); «За что меня карает небо…»; «Ни зависти, ни злобы…» (Алексею Якуничеву); «За ржавою оградою…».
- «Такое в кудрях серебро, что всякого злата дороже» : Стихи // Русский Огонек. — 1996. — № 23 (21 — 27 июня). .

— Содерж.: «Затосковал по малой родине…»; Родное; « Под горой стоит домок…»; Петух; На сенокосе; Последние сапоги; Чаша; «Курицы пытаются летать…»; «Нет, видно надо умереть…»; «Побежали крысы с корабля…».
- Коротаева Вера Александровна. Псевдонима не имел : 18 мая — день памяти Виктора Коротаева (1939—1997). Путь поэта / В. Коротаева // Красный Север. — 2002. — 15 мая. — С.7.

— Ст. предназначена для библиогр. словаря «Рус. писатели XX века». Автор благодарит за помощь в подготовке материала Вологод. писательскую организацию, зав. отд. краевед. библиографии Вологод. обл. библиотеки Э. А. Волкову и учит. шк. N 29 г. Вологды Т. С. Воробьеву. Из содерж.: Коротаев В. В. Русский дух: [Стихи].
- О стихах Сергея Ладухина / Виктор Коротаев // Пятницкий бульвар. — 2005. — N 10. — C. 21.

. — (Литературная учеба)
- Притчи Андрея Шонина / Виктор Коротаев // Пятницкий бульвар. — 2005. — N 11. — С. 19.

. — (Литературная учеба)
- Брожу по родимой Отчизне : [стихи] / В. Коротаев // Вологодский ЛАД. — 2007. — N 1. — С. 183—187.

. — (Поэты не уходят)
— Содерж.:"На кашке и ромашках день настоян…";«Не принимайте близко к сердцу..»;«Набродился по белому свету…»;«Прозреваю, слава Богу…»;«Еще не уставший от жизни…»;«За что меня карает небо…»;«Никто не знает, слава Богу…»;«Еще снега лежат в оврагах…»;«Занимался над лесом восход…»; Приглашение; «Много жил и бродил я на свете…».
- Брожу по родимой Отчизне : [стихи] / В. В. Коротаев // Наш современник. — 2009. — № 1. — С. 169—173.

— Содерж.: «На кашке и ромашке день настоян…»;«Набродился по белому свету…»; «Прозреваю, слава Богу…»; «За что меня карает небо..»; «Еще снега лежат в оврагах…»; «Занимался над лесом восход…»; «Много жил и бродил я на свете…»; Начеку.